# Парк имени Петрова
Парк имени Петрова (тат. Петров исемендәге паркы) — парк в Кировском районе Казани, названный в честь революционера Р. Е. Петрова.

## История
Является одним из старейших парков Казани. На месте парка располагалась Новая Пороховая слобода, застроенная домами рабочих с порохового завода, от которого была отделена рощей, а в связи катастрофой 1917 года её площадь была увеличена. После взятия Казани Красной армией, 12 ноября 1918 года заводской комитет порохового завода принял решение о переименовании заводской площади в честь революционера, рабочего-пороховщика Р. Е. Петрова, организатора восстания против войск Комуча. Впоследствии, в 1935—1935 годах на месте площади был разбит одноимённый парк, примыкающий к Дворцу культуры имени 10-летия ТАССР, построенному в 1930 году на месте погребов и строений завода. Автором проекта парка Петрова стал студент Ленинградского института инженеров коммунального строительства И. Д. Красотин. По его плану был выстроен стадион, детская и танцевальная площадки, фонтан в виде серпа и молота в пятиконечной бетонной чаше и фигура В. И. Ленина в кресле перед ним, а вход в парк сделан платным. В дальнейшем, к настоящему времени от этого оформления ничего не осталось.
В 1958 году в начале главной аллеи парка был установлен памятник Петрову работы скульптора А. Г. Малахальцева. Бюст, выполненный самодеятельным автором к 40-летней годовщине зареченского восстания, отличается документальной портретностью, посредством спокойных черт лица и прямого открытого взгляда хорошо переданы внутренняя убеждённость, мужество, уверенность в своих силах, присущие Петрову. Визитной карточкой парка является юбилейная арка «Красные ворота» (памятник истории и культуры республиканского значения, построена в 1888 году по проекту архитектора И. П. Котелова к 100-летию основания завода в качестве въезда в пороховой городок), реконструированная в 1988 году с восстановлением утраченных элементов. В том же 1988 году к 200-летию завода в парке был воздвигнута монументально-барельефная композиция «Зареченцам» в духе социалистического реализма (бронза, бетон, гранит; скульпт. М. А. Неймарк, арх. В. П. Ломакин), состоящая из четырёх блоков — воины XVIII века с пушкой, участники гражданской войны, героическая работа пороховщников-зареченцев во время Великой Отечественной войны, послевоенная жизнь Заречья.
В 2005 году в 60-летию победы в Великой Отечественной войне и в ознаменование подвига работников порохового завода в парке была установлена модель реактивной системы залпового огня «Катюша» и сооружена мемориальная стела с именами погибших на фронте жителей Кировского района. В 2008 году Дворец культуры практически полностью сгорел, а в следующем году снесён как «не подлежащий восстановлению». В 2008 году парк был реконструирован за 250 миллионов рублей, в открытии принимал участие президент Республики Татарстан М. Ш. Шаймиев. В связи со строительством объектов к Универсиаде 2013 года площадь парка была значительно сокращена, в дальнейшем он пришёл в некоторый упадок. В 2020 году в парке была открыта аллея Славы с барельефами восьми Героев Советского Союза — работников Казанского порохового завода и участников Великой Отечественной войны.

## Описание
Располагается в юго-восточной части Кировском районе Казани. Ограничен улицами Димитрова, 25 лет Октября, 1 Мая, Богатырёва и Халтурина. Площадь составляет 2,4 гектара. В дальней части парка располагается спортивный комплекс «Ледовая арена» с искусственным льдом и трибунами на 350 мест, футбольное поле с синтетическим покрытием, три беговые дорожки и два теннисных корта для занятий учеников детско-юношеской спортивной школы. В парке имеются кафе, фитнес-клуб с бассейном, спортивная площадка и детские аттракционы. Слева от главного входа сохранился лесной массив. В парке произрастают липа сердцевидная, сосна обыкновенная, рябина обыкновенная, в общей сложности 11 видов деревьев и один вид кустарника — можжевельник казацкий, расположенный небольшой группой на открытом участке. Мемориальная аллея оформлена елью колючей и туей западной колонновидной формы, экзотическими видами деревьев, свойственными пейзажу Северной Америки.

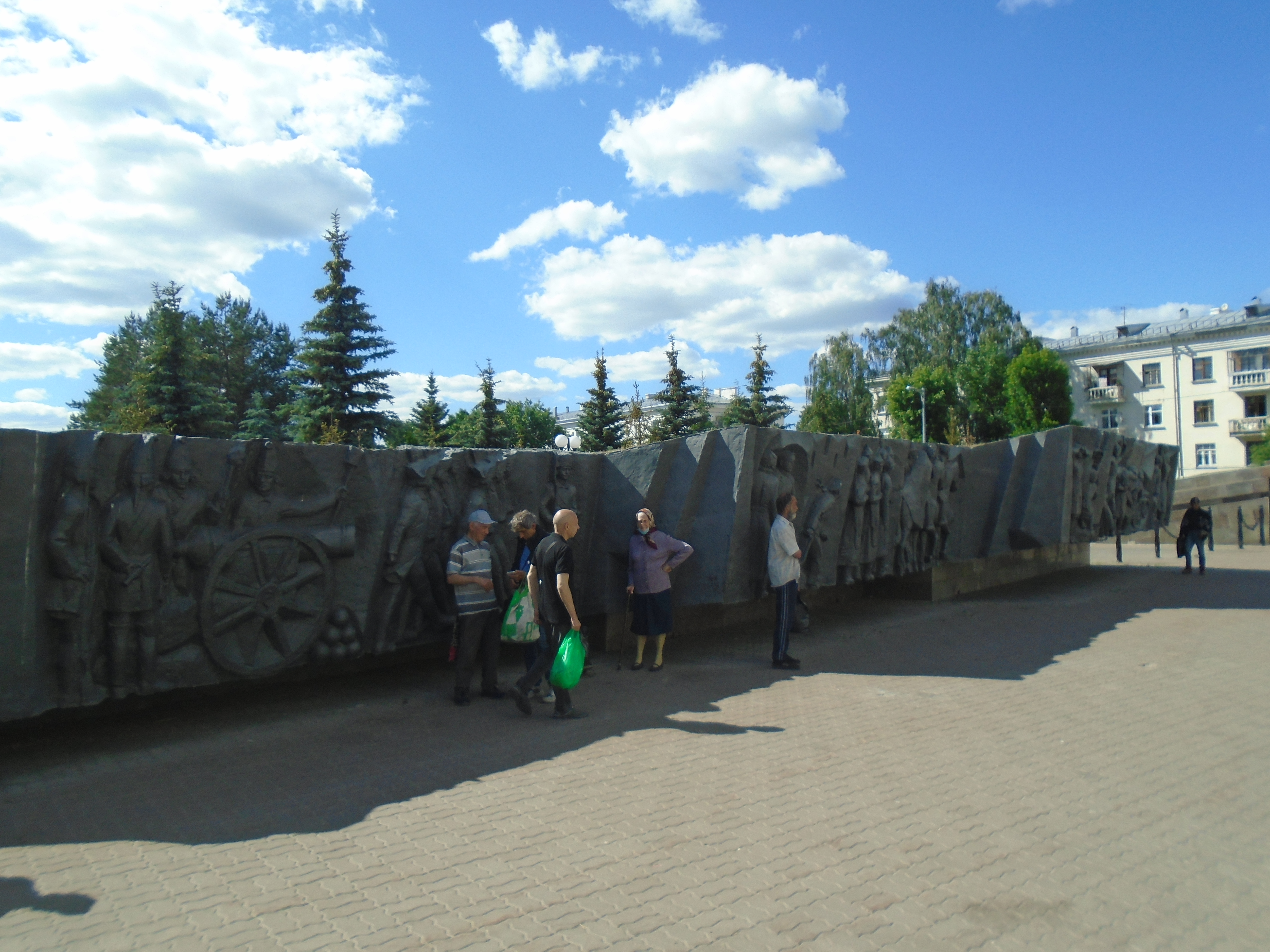
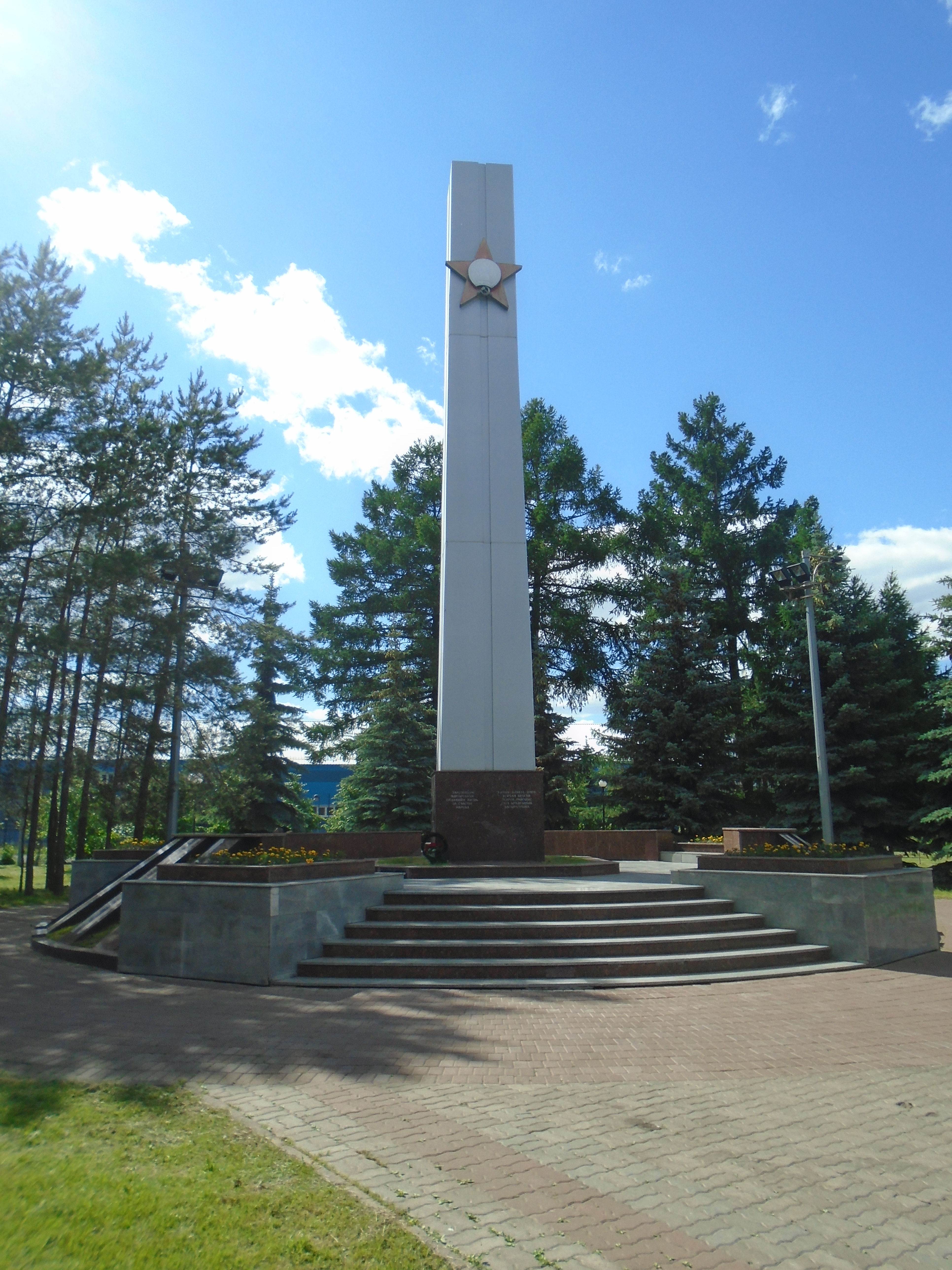
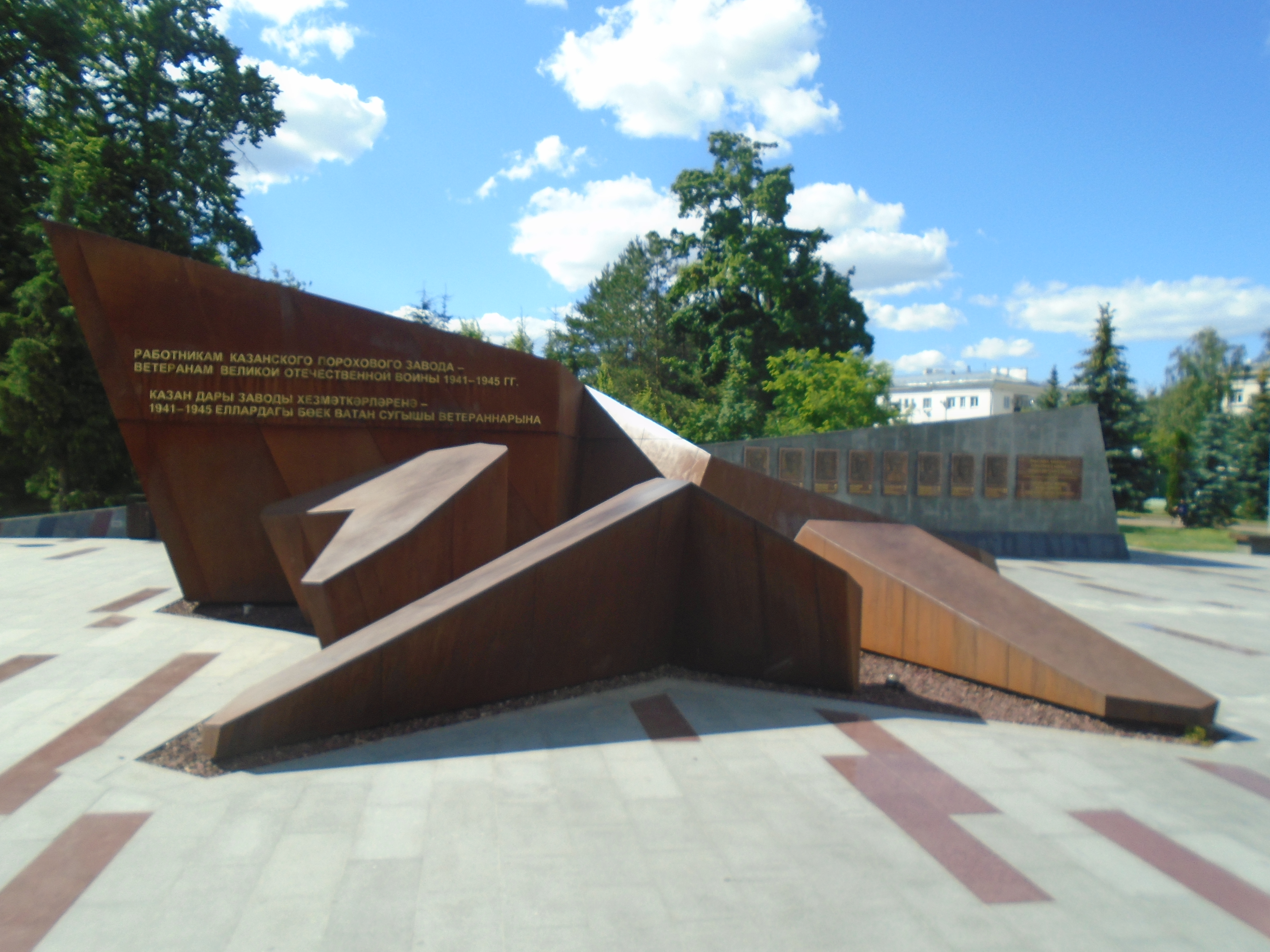
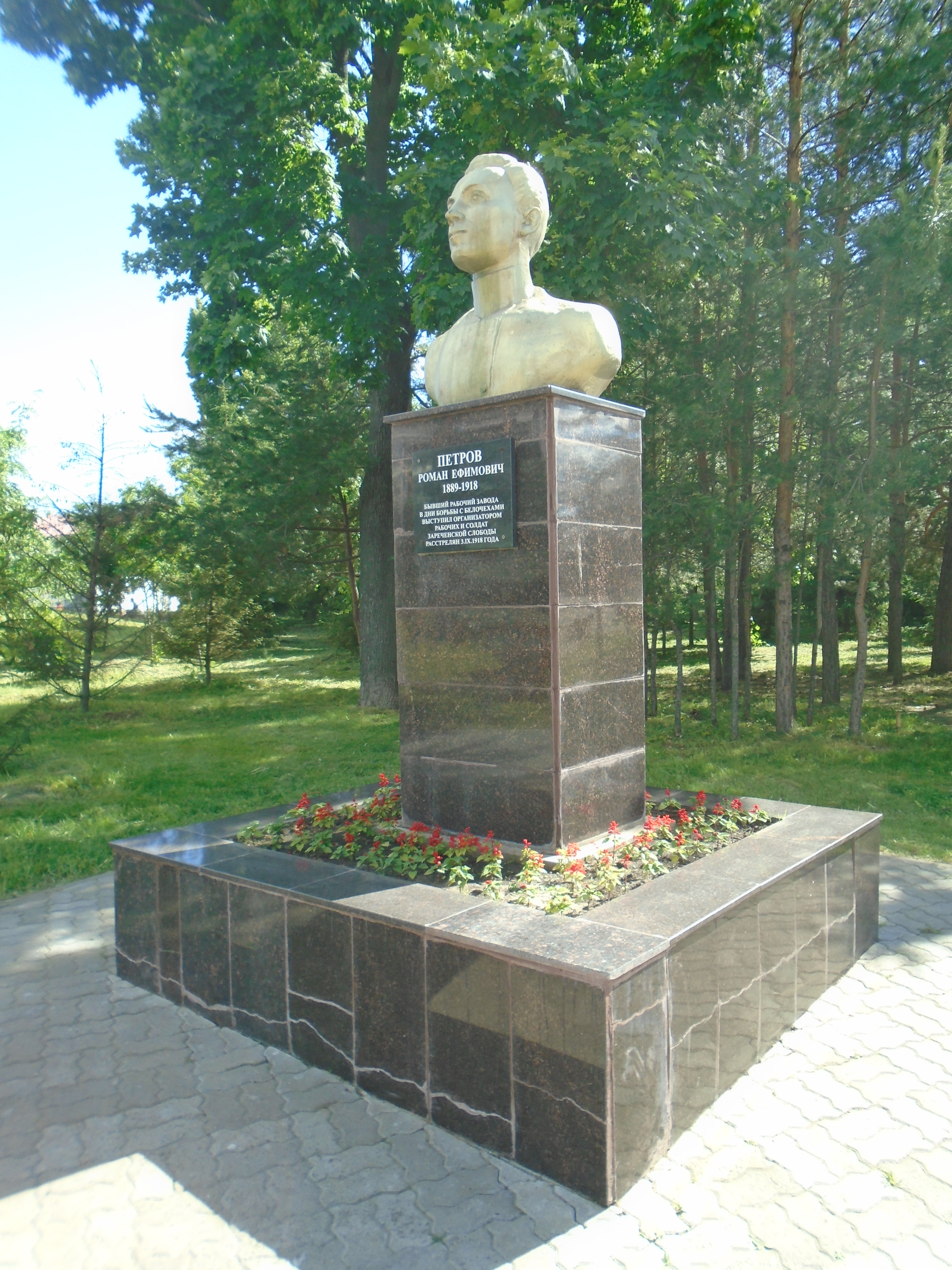
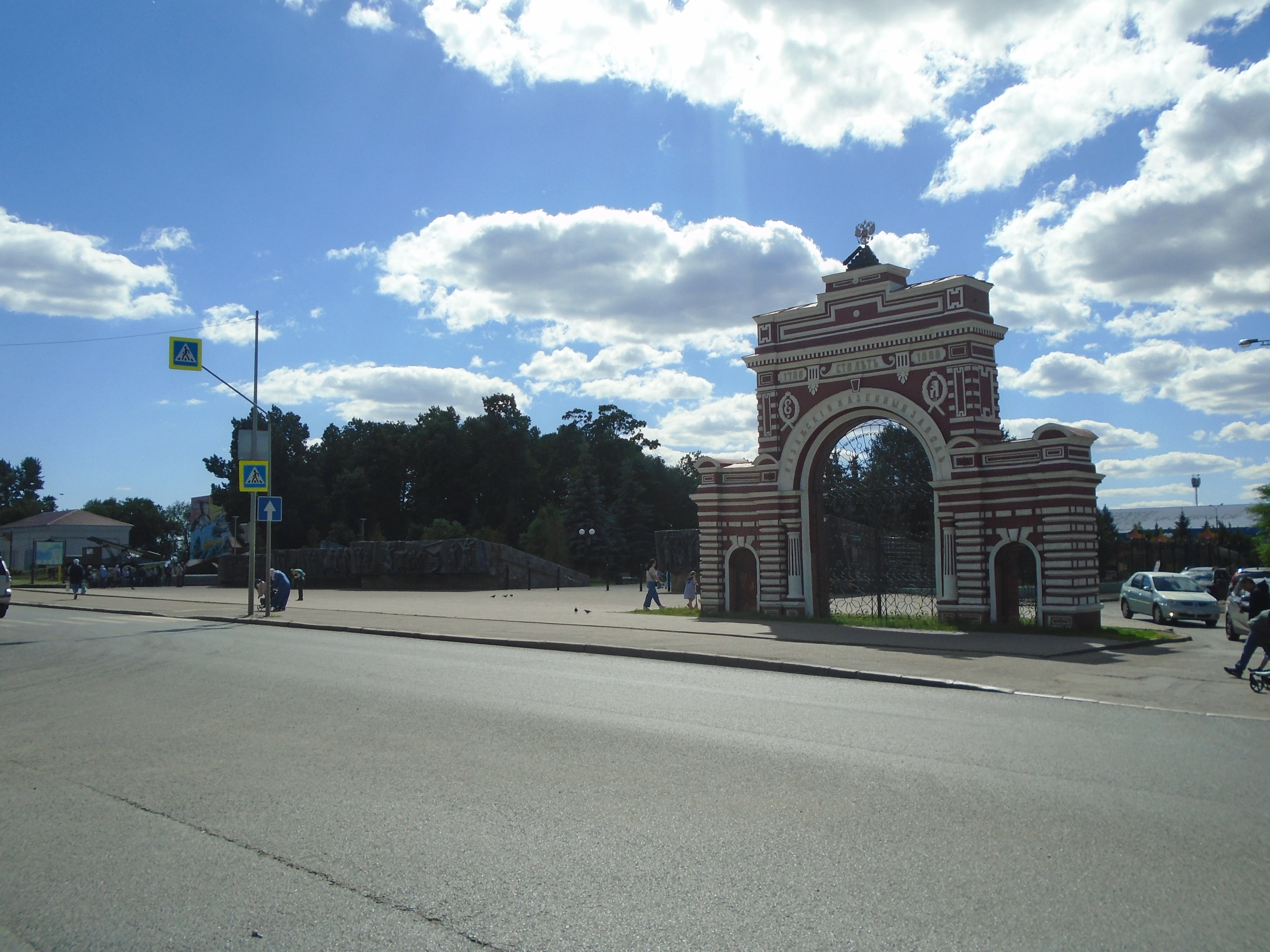